# The Angry Video Game Nerd
The Angry Video Game Nerd (w skrócie AVGN) – seria filmów krótkometrażowych, stworzonych przez Jamesa Rolfe'a i emitowanych od 2004 roku na kanałach internetowych. Wspólny temat filmów stanowią stare gry komputerowe, uznane przez autora za najgorsze, które podlegają ostrym recenzjom. Rolfe gra w serialu tytułową rolę wulgarnego fanatyka gier konsolowych.
Serial jest emitowany od 2004 roku w serwisach internetowych (między innymi od 2006 roku na YouTubie); wśród graczy zdobył wysoką popularność ze względu na dosadne wideorecenzje gier kiepskich z punktu widzenia autora. W 2023 roku jego kanał na YouTube miał ponad 3,72 miliona subskrypcji i 2 miliardy wyświetleń.
21 lipca 2014 roku odbyła się premiera filmu The Angry Video Game Nerd: The Movie. Cykl filmów stał się też inspiracją do stworzenia dwóch gier komputerowych: Angry Video Game Nerd Adventures oraz kontynuacji – Angry Video Game Nerd II: ASSimilation.